# Excorallana longicornis
Excorallana longicornis is een pissebed uit de familie Corallanidae. De wetenschappelijke naam van de soort is voor het eerst geldig gepubliceerd in 1960 door Lemos de Castro.